# Børn (film fra 2006)
 For alternative betydninger, se Børn (flertydig). (Se også artikler, som begynder med Børn)
Børn er en islandsk film fra 2006 og er instrueret af Ragnar Bragason.

## Medvirkende
- Gísli Örn Garðarsson som Garðar/Georg
- Nína Dögg Filippusdóttir som Karítas
- Ólafur Darri Ólafsson som Marinó
- Andri Snær Magnasson
- Hanna María Karlsdóttir
- Erlendur Eiríksson
- Andri Snær Helgason som Guðmund
- Margrét Helga Jóhannsdóttir
- Sigurður Skúlason